# Краньская колбаса
Кра́ньская колбаса (словен. Kranjska klobasa) — полукопчёное колбасное изделие традиционной кухни Словении. Гражданами этой страны на официальном уровне признано «шедевром национального значения». В 1932 году колбаса завоевала золотую медаль на международной выставке продуктов питания в Брюсселе. Фестивали краньской колбасы ежегодно проводятся в общине Медводе центральной Словении и в Кливленде (штат Огайо, США). В 2015 году Европейская комиссия присвоила продукту статус PGI (Защищённое географическое указание).

## Исторические сведения
Появление рецептуры приготовления свиной колбасы в исторической области Крайна (в этот период — в составе Австрийской империи) относят к середине XIX века. Впервые название Краньская было использовано в 1896 году. Предполагается, что его возникновение связано со следующим фактом. Император Франц Иосиф I следовал из Вены в Триест и остановился для отдыха в одном из пригородных ресторанов Крайны. Он заказал лёгкие закуски. Хозяин заведения заявил, что может предложить только самые простые домашние колбаски. Едва попробовав их, Франц Иосиф воскликнул: «Это не простые, это — краньские колбаски!». Достоверность этой истории не подтверждена, но известно, что в 1896 году рецепт краньской колбасы включен в поваренную книгу «Süddeutche Küche», а в 1912 году в книгу «Slovenske kuharice», имевшую популярность во многих странах.

## Состав и производство
Изначально в состав колбасы входили только свинина и специи, но со временем стали добавлять говядину, иногда сыр. В связи с подготовкой документов для признания краньской колбасы продуктом, контролируемым по месту происхождения, её рецептура была строго регламентирована правительством Словении. В состав должны входить: высококачественная свинина I и II категорий (75-80 %), бекон и твёрдые жиры (20-25 %), морская соль, пищевая селитра, молотый перец, чеснок, вода. Фарш формуется в тонкие свиные кишки диаметром около 3,5 см. Колбаскам придаётся форма двух соединённых полуколец длиной от 12 до 16 см каждое, которые фиксируются с помощью деревянных шпажек, после чего изделие подвергают горячему копчению на стружках из бука и пастеризации. Колбасу относят к категории полукопчёных. Естественная оболочка колбасы имеет красно-коричневый цвет и обладает лёгким запахом дыма. На срезе мякоть — различных оттенков красного, компактные вкрапления твёрдого жира кремово-белого цвета. Текстура колбасы плотная, хрустящая, сочная. Продукт в сыром виде не готов к употреблению, необходима тепловая обработка. В Словении колбасу не жарят, а отваривают на слабом огне 7-10 минут. Ранее при отсутствии технологий пастеризации варить её рекомендовалось не менее 15 минут). В качестве гарнира традиционно используется тушёная или квашеная капуста, маринованная репа, соусы — тёртый хрен и горчица, хотя, по мнению гурманов, последняя сильно изменяет подлинный вкус блюда.

## Права на название
Борьба за аутентичность продукта и использование его названия продолжалась много лет. Кроме Германии и Хорватии, главным оппонентом Словении выступала Австрия, производящая схожие по рецептуре колбаски — крайнер вурст (нем. Krainer Wurst). В начале 2015 года департамент сельского хозяйства Европейской комиссии включил краньскую колбасу в регистр продуктов, защищённых по географическому признаку (PGI). Для производителей Австрии и Германии установлен 15-летний переходный период, во время которого они имеют право использовать названия «Krainer», «Käsekrainer», «Schweinskrainer», «Osterkrainer» и «Bauernkrainer».